# جبريل أرواخو كارفاليو
جبريل أرواخو كارفاليو (29 يناير 1992 في البرازيل - ) هو لاعب كرة قدم برازيلي في مركز الدفاع. لعب مع نادي فيتوريا ونادي كروزيرو ونادي ماكاي وNacional Esporte Clube Ltda ‏ ونادي مادوريرا.

## وصلات خارجية
- جبريل أرواخو كارفاليو على موقع اتحاد أوكرانيا (الإنجليزية)
- جبريل أرواخو كارفاليو على موقع قاعدة بيانات كرة القدم.إي يو (الإنجليزية)
- جبريل أرواخو كارفاليو على موقع Soccerway.com (الإنجليزية)